# Johann Ignaz Walter
Johann Ignaz Walter, také Walther, Walderth (31. srpna 1755 Radonice – 22. února 1822 Řezno) byl německý zpěvák a hudební skladatel narozený v Čechách. V literatuře je uváděn také jako Franz Christoph Walter, rodák z České Lípy. Jde však zřejmě o tutéž osobu.

## Život
Základní hudební vzdělání získal u svého kmotra, varhaníka I. Neudörffla. Studoval na Vídeňské univerzitě skladbu a zpěv u hudebního skladatele Josefa Starzera. V letech 1780–1782 působil jako tenorista divadla Burgtheater.
Z Vídně přešel do Prahy a stal se členem divadelní společnost Karla Wahra. Zpíval nejprve v Divadle v Kotcích a již v roce 1783 byl v tomto divadle uveden jeho singspiel 25.000 Gulden oder im Dunkeln ist nicht gut munkeln, komponovaný na libreto jeho divadelního kolegy Christiana Heinricha Spieße. Tehdejší kritika pochválila dílo za originalitu hudebních myšlenek a výraznou harmonií. O výkonech samotného skladatele se vyjádřila již méně pochvalně. Údajně pěkně a čistě zpívá, ale špatně hraje. Společnost přešla do nově vybudovaného Nosticova divadla. Zde vystupoval mimo jiné v roli Romea v opeře Jiřího A. Bendy Romeo a Julie a Mozartově opeře Únos ze serailu v roli Belmonta.
V roce 1784 byla Wahrova společnost rozpuštěna a Walter se svou divadelní kolegyní sopranistkou J. Robertsovou (1759-1835) odešel do Rigy. Zde v roce 1786 uzavřeli sňatek. V Rize měli oba značný úspěch. Zpívali hlavní role v městském divadle, účinkovali na koncertech a Walter byl oceňován i jako hudební skladatel. Komponoval pro divadlo scénickou hudbu, prology, předehry a kantáty ke slavnostním příležitostem.
V roce 1786 odešli oba do Frankfurtu nad Mohanem. V roce 1789 se v Mohuči účastnili prvního nastudování Mozartovy opery Don Giovanni v němčině. Walter zpíval roli dona Ottavia a jeho žena donu Annu. V roce 1792 se stal hudebním ředitelem společnosti G. F. W. Großmanna a posléze v roce 1804, ředitelem dvorního divadla v Řezně. V této funkci působil až do své smrti.

## Dílo
Je znám zejména jako operní skladatel. Psal však hudbu mnoha žánrů. Dodnes je uváděn např.:
- Kvartet op. 9 pro flétnu, housle, violoncello a harfu

### Opery
- Der Graf von Waltron oder Die Subordination (libreto Johann Baptist Bergopzoomer podle H. F. Möllera, 1784, Praha)
- Des Teufels Lustschloß (libreto August von Kotzebue, 1787, Praha)
- Der Spiegelritter (libreto August von Kotzebue, 1791, Frankfurt)
- Doktor Faust, 1. verze (libreto Heinrich G. Schmieder, 1797, Brémy);
- Doktor Faust, 2. verze (libreto Christoph Andreas Mämminger, Hannover; revize 1819, Řezno)
- (Ritter) Löwensteins Geist auf Wanderungen oder Die Teufelsmühle am Wienerberg, (libreto Heinrich Weiner, 1809, Řezno)

### Singspiely
- Peter, du bleibst oder Der Hausfreund auf dem lande (1781, Vídeň)
- Der ausgeprügelte Teufel (1782, Videň)
- 25.000 Gulden oder Im Dunkeln ist nicht gut munkeln (libreto Christian Heinrich Spieß, Drážďany)
- Der Trank der Unsterblichkeit (libreto Christian August Vulpius, 1783, Praha)
- Der Kaufmann von Smyrna (libreto Christan Friedrich Schwan, 1783 Praha)
- Die Hirten der Alpen (libreto Wilhelm Schreiber, 1792 Frankfurt)
- Die Harfe (Die Zauberharfe) (opereta, libreto Wilhelm Schreiber, 1793)
- Die böse Frau (libreto Karl Alexander Herklots, 1794 Hannover)
- Das Wildpret (1799, Frankfurt)
- Die Weinlese (podle Florent-Carton Dancourta, 1799)
- Der gerade Weg ist der beste (libreto August von Kotzebue, 1807, Řezno)
- Haß und Liebe (libreto Theodor Körner, 1815, Řezno)